# José Vicente Riera Calatayud
José Vicente Riera Calatayud (Murla, 1867 - Elx, 1954), el Nel de Murla, és considerat com el primer geni de la pilota valenciana.
Amb 23 anys ja s'anunciava com a cap de cartell als trinquets de Pelayo i de Juan de Mena (València), i també atreia centenars d'aficionats en les partides de llargues i de galotxa al carrer, on les apostes eren un sobresou important.
El Nel de Murla va ser un dels pocs pilotaris en rebre atenció dels mitjans de comunicació de l'època, com un ample article del literat Azorín al diari ABC, a qui conegué quan El Nel regentava el trinquet de Monòver.
La Federació de Pilota Valenciana concedí, a títol pòstum, el 1987, la Insígnia d'or en la seua memòria. I cada 4 d'agost, en la "Festa del Nel" a Murla els jugadors li reten una corona de llorer com a homenatge.

## Escala i corda

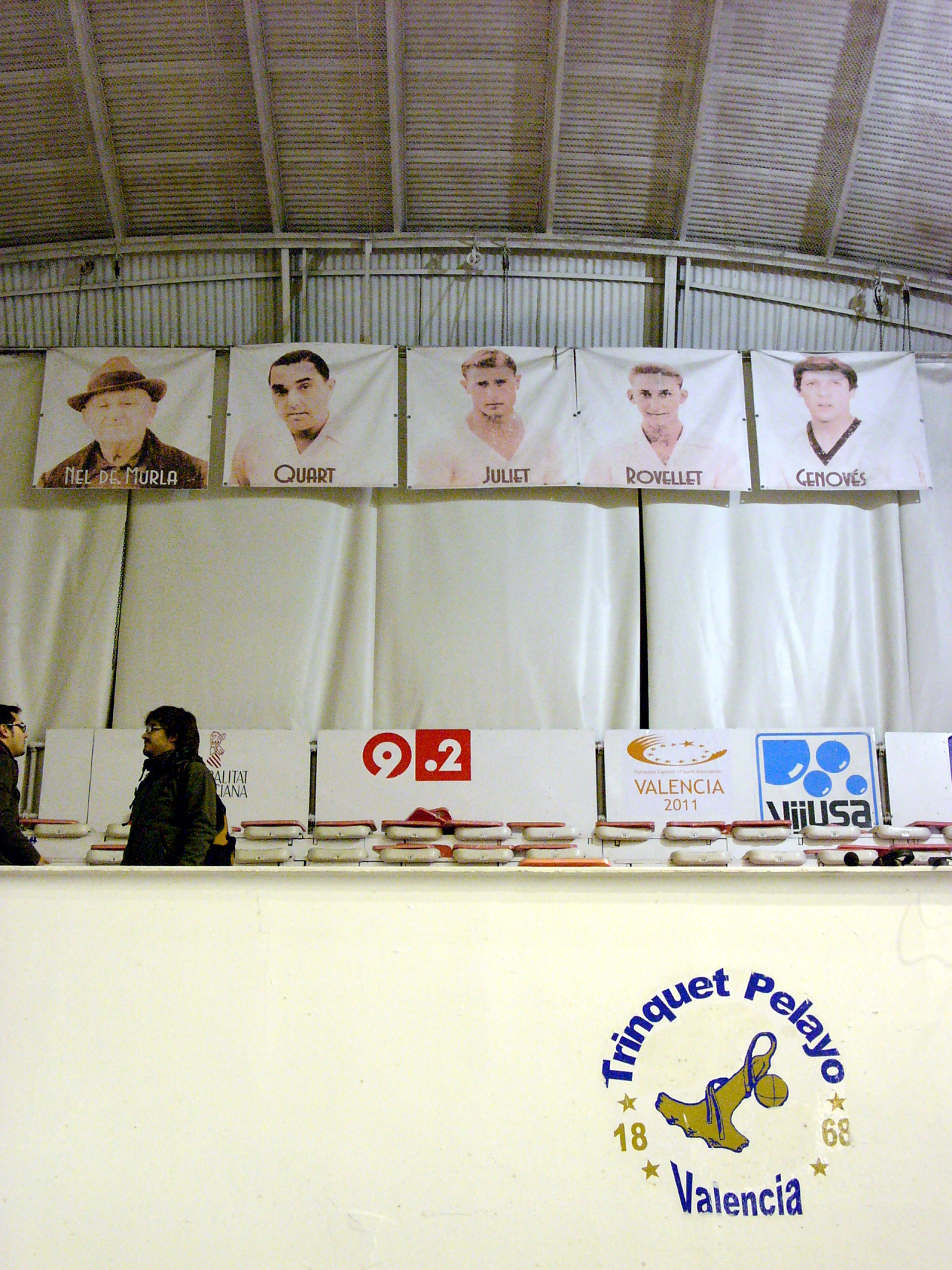
Galeria d'honor al trinquet de Pelayo. El Nel de Murla és el primer de l'esquerra.

Però la gran aportació del Nel a la pilota valenciana va ser la introducció de la corda central als trinquets, el 1910. Fins aleshores s'hi jugava a ratlles, amb la consegüent polèmica en molts quinzes. Amb la xarxa, s'anul·laven les ratlles i es dividia la canxa en dos meitats, la qual cosa afegí claredat a les puntuacions i plasticitat a l'estil de joc.
El Nel és recordat al Trinquet de Pelayo (a València) com un dels 5 pilotaires més importants, amb una imatge presidint la galeria del dau.